# Oliver Naesen

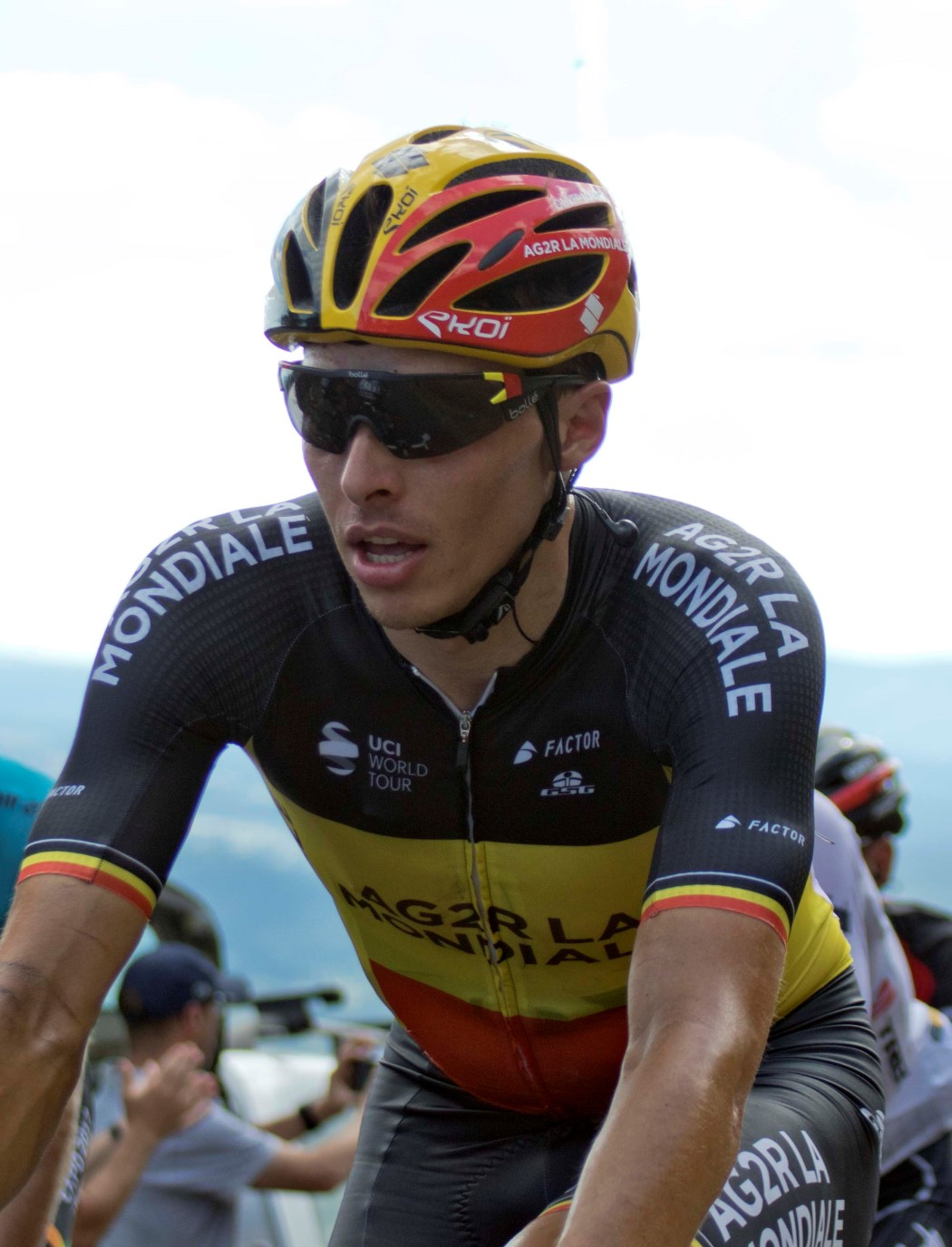
Oliver Naesen vêtu de son maillot de champion de Belgique au Tour de France 2017.

Oliver Naesen (prononcé en néerlandais : [ˈnaːsə(n)]), né le 16 septembre 1990  à Ostende, est un coureur cycliste belge, membre de l'équipe AG2R Citroën. Il a notamment remporté la Bretagne Classic en 2016 et en 2018. Son frère, Lawrence, est également cycliste professionnel.

## Biographie

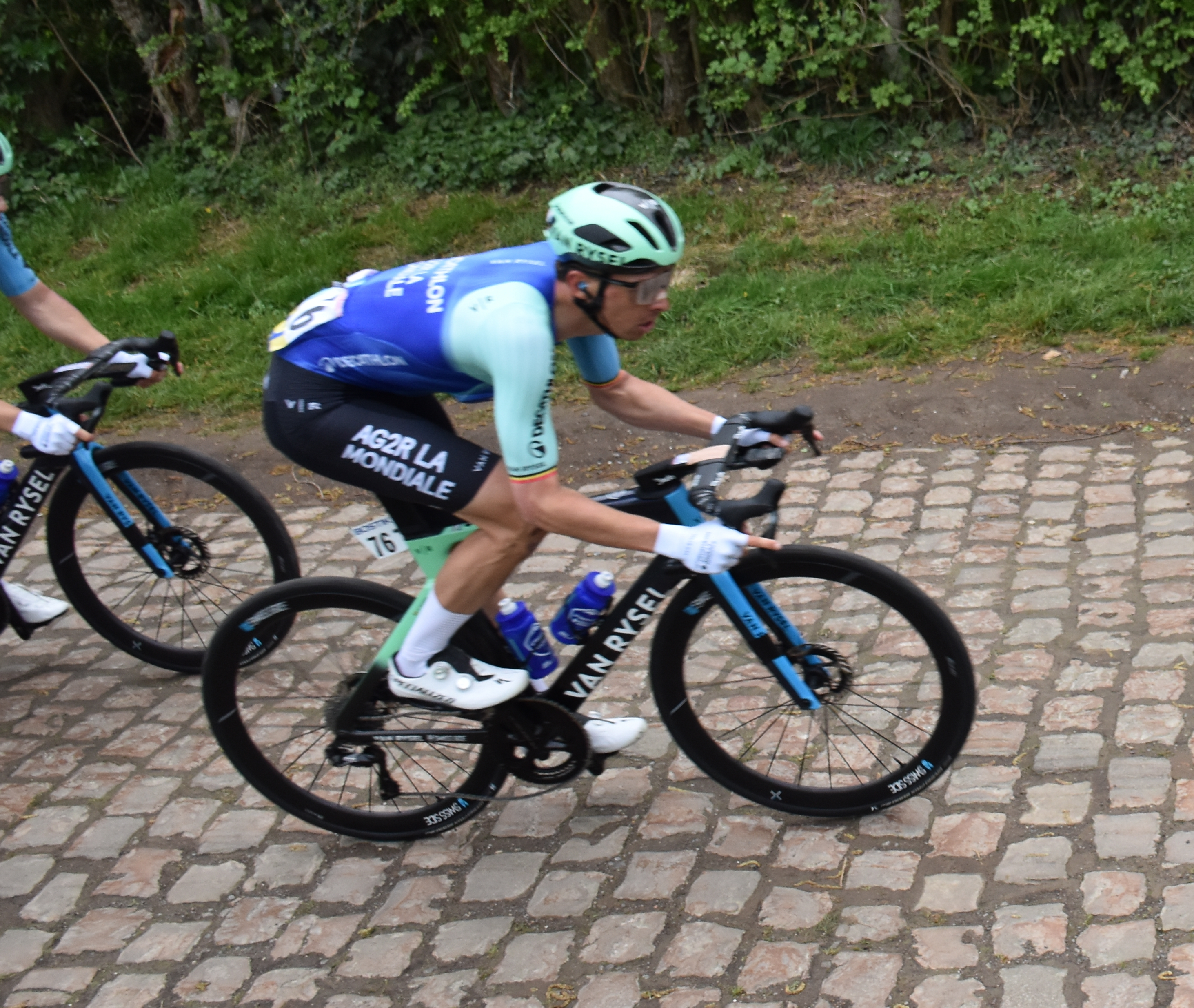
Oliver Naesen #76 - Paris-Roubaix 2025.

Oliver Naesen naît le 16 septembre 1990 à Ostende. Il dispute ses premières courses cyclistes en catégorie débutants deuxième année.
Membre de l'équipe Van Der Vurst de 2011 à 2013, il remporte sa première course en juin 2011, durant sa troisième année en catégorie espoirs. Il est recruté par Cibel pour la saison 2014, où il prend la 3e place du Mémorial Philippe Van Coningsloo. Il commence le 1er août 2014 un stage dans l'équipe Lotto-Belisol. Sous les couleurs de Cibel, il remporte le Grand Prix des commerçants de Templeuve et termine ce jour-là 3e de la Topcompétition.
Il annonce fin août 2014 avoir signé un contrat de deux ans dans l'équipe continentale professionnelle Topsport Vlaanderen-Baloise
En 2015 il gagne la Polynormande et se classe troisième du Grand Prix de la ville de Zottegem derrière ses compatriotes Kenny Dehaes et Antoine Demoitié. 
À la fin de l'année 2015, il est recruté la formation suisse IAM. Il dispute avec celle-ci son premier Tour de France, en juillet 2016. Un mois plus tard il signe un contrat avec l'équipe AG2R La Mondiale d'une durée de deux ans.
Il remporte la Bretagne Classic en août 2018. En 2017, il devient champion de Belgique à Anvers en devançant sur la ligne Sep Vanmarcke. En 2019, il termine deuxième de Milan-San Remo, battu au sprint par le Français Julian Alaphilippe au sein d'un petit groupe. Au mois d'août, il remporte la dernière étape du BinckBank Tour et termine deuxième du classement général de cette course.
En 2020, il est sélectionné pour représenter son pays aux championnats d'Europe de cyclisme sur route organisés à Plouay dans le Morbihan. Il se classe vingtième de la course en ligne. Lors de la saison 2021, il doit se contenter d'une quatrième place du Grand Prix E3 comme meilleur résultat.
Sa saison 2022 commence bien avec une place au pied du podium du Circuit Het Nieuwsblad. Il tombe ensuite malade sur Paris-Nice et met du temps à se remettre d'une grippe. Il court la période des classiques diminuée, puis retrouve son niveau aux Quatre Jours de Dunkerque où il se classe deuxième. Il court le Tour de France, qu'il doit abandonner lors de la 11e étape, touché par le covid. De retour en compétition, il parvient à décrocher une septième place à la Bretagne Classic, une huitième place sur la Primus Classic et un podium lors de la Famenne Ardenne Classic.
En septembre 2023, son équipe annonce la prolongation de son contrat jusqu'en fin d'année 2025.

## Palmarès et classements mondiaux

### Palmarès sur route
- 2013[1]
  - Grand Prix Frans Melckenbeeck
  - Jaarmarktprijs
  - 2e du Mémorial Noël Soetaert
  - 2e du Grote Prijs Nieuwkerken-Waas
  - 3e de l'Omloop van de Braakman
  - 3e du championnat de Flandre-Orientale sur route
  - 3e de la Wingene Koers
- 2014
  - Puivelde Koerse
  - Grand Prix des commerçants de Templeuve[5]
  - Grand Prix du Café Le Central
  - Wingene Koers
  - Mémorial Fred De Bruyne
  - 2e du championnat de Flandre-Orientale sur route
  - 2e de la Zwevezele Koers
  - 3e des Deux Jours du Gaverstreek
  - 3e du Grand Prix Etienne De Wilde
  - 3e du Mémorial Philippe Van Coningsloo[3]
- 2015
  - Polynormande
  - Gooikse Pijl
  - Mémorial Fred De Bruyne
  - 2e de la Coupe Sels
  - 3e du Circuit du Pays de Waes
  - 3e du Grand Prix de la ville de Zottegem
- 2016
  - Grand Prix Lucien Van Impe
  - Bretagne Classic
  - 2e du Grand Prix Frans Melckenbeeck
  - 2e de l'Eneco Tour
  - 2e de l'Eurométropole Tour
- 2017
  -  Champion de Belgique sur route
  - Mémorial Fred De Bruyne
  - 3e du Grand Prix E3
  - 3e des Quatre Jours de Dunkerque
  - 5e du BinckBank Tour
  - 6e d'À travers les Flandres
  - 7e du Circuit Het Nieuwsblad
  - 10e de la RideLondon-Surrey Classic
- 2018
  - Grand Prix Lucien Van Impe
  - Bretagne Classic
  - Mémorial Fred De Bruyne
  - 2e du Textielprijs Vichte
  - 3e de Eschborn-Francfort
  - 3e de l'Eurométropole Tour
  - 3e de Binche-Chimay-Binche
  - 4e du Grand Prix E3
  - 4e du Grand Prix cycliste de Montréal
  - 6e de Gand-Wevelgem
- 2019
  - 7e étape du BinckBank Tour
  - 2e de Milan-San Remo
  - 2e du BinckBank Tour
  - 2e de Binche-Chimay-Binche
  - 3e de Gand-Wevelgem
  - 3e de Paris-Tours
  - 7e du Tour des Flandres
  - 8e de l'E3 BinckBank Classic
  - 8e de la RideLondon-Surrey Classic
  - 10e du Circuit Het Nieuwsblad
  - 10e de la EuroEyes Cyclassics
- 2020
  - 7e du Circuit Het Nieuwsblad
  - 7e du Tour des Flandres
- 2021
  - Mémorial Fred De Bruyne
  - 4e du Grand Prix E3
- 2022
  - 2e des Quatre Jours de Dunkerque
  - 2e de la Heusden Koers
  - 3e de la Famenne Ardenne Classic
  - 4e du Circuit Het Nieuwsblad
  - 7e de la Bretagne Classic
- 2024
  - Mémorial Fred De Bruyne
  - 4e du Circuit Het Nieuwsblad
  - 7e du Tour des Flandres

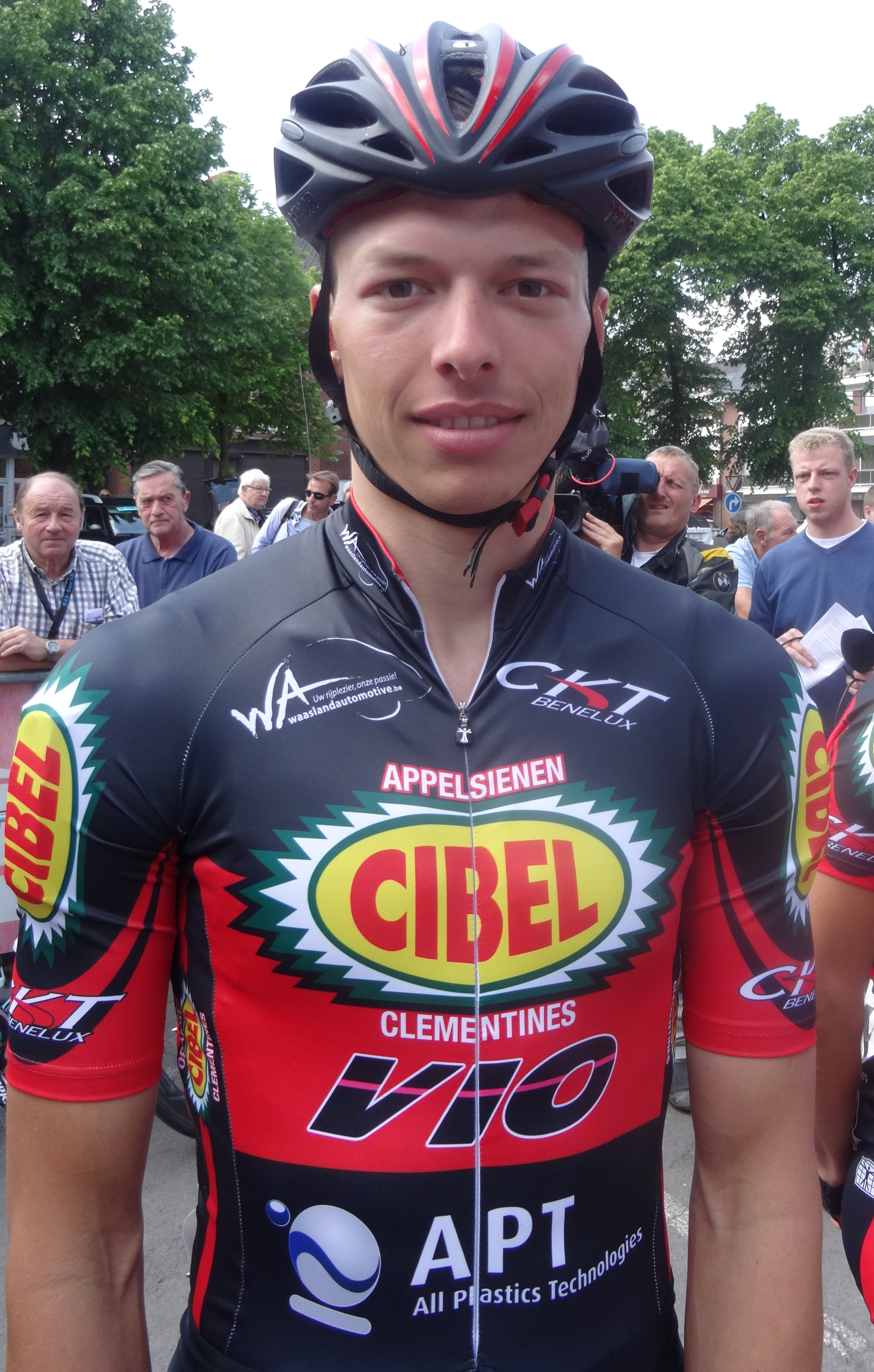
Oliver Naesen sous les couleurs de Cibel, lors du départ du Grand Prix Criquielion 2014 à Boussu.
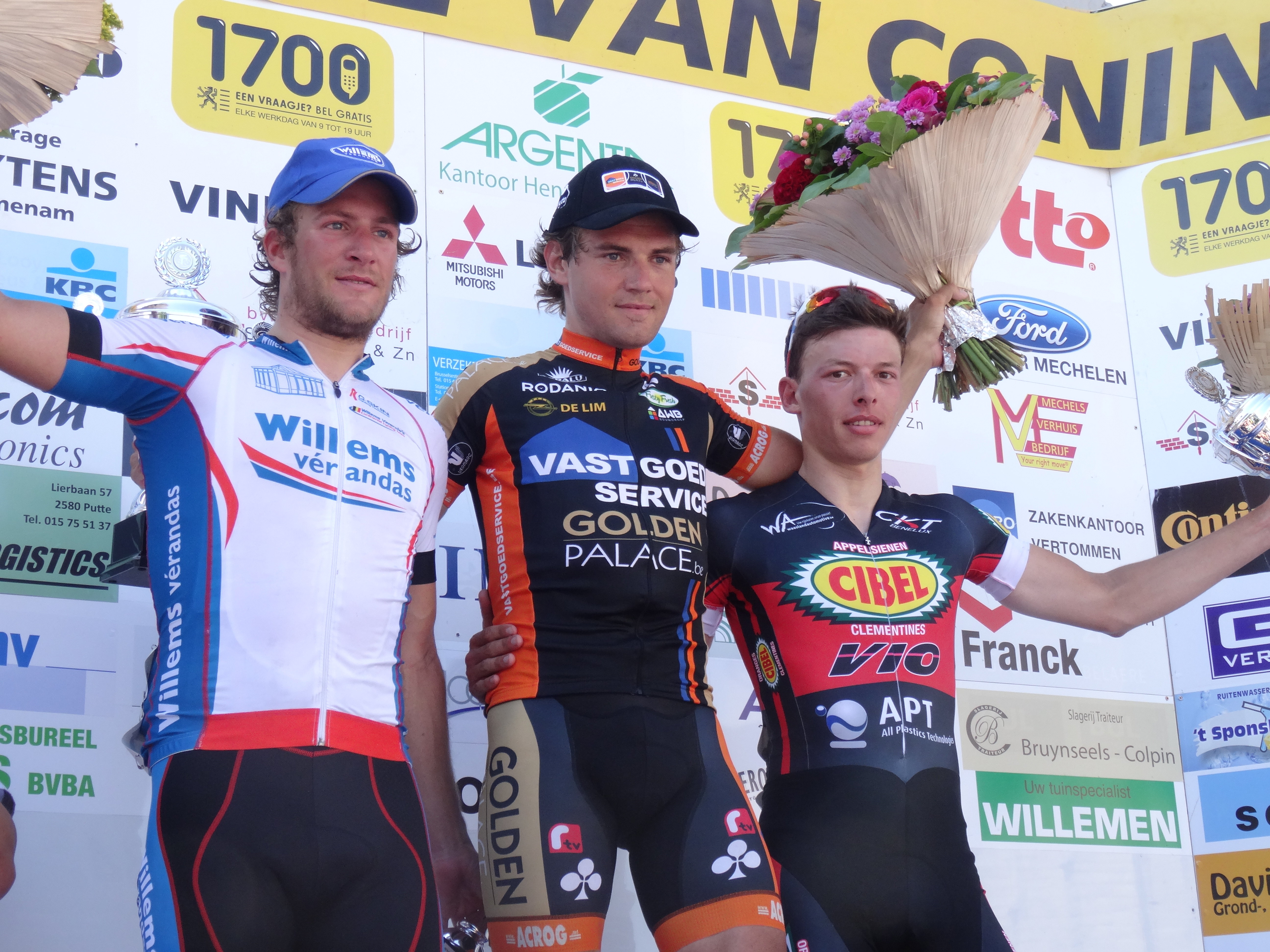
Podium de l'édition 2014 du Mémorial Philippe Van Coningsloo : Nicolas Vereecken (2e), Rob Ruijgh (1er) et Oliver Naesen (3e).
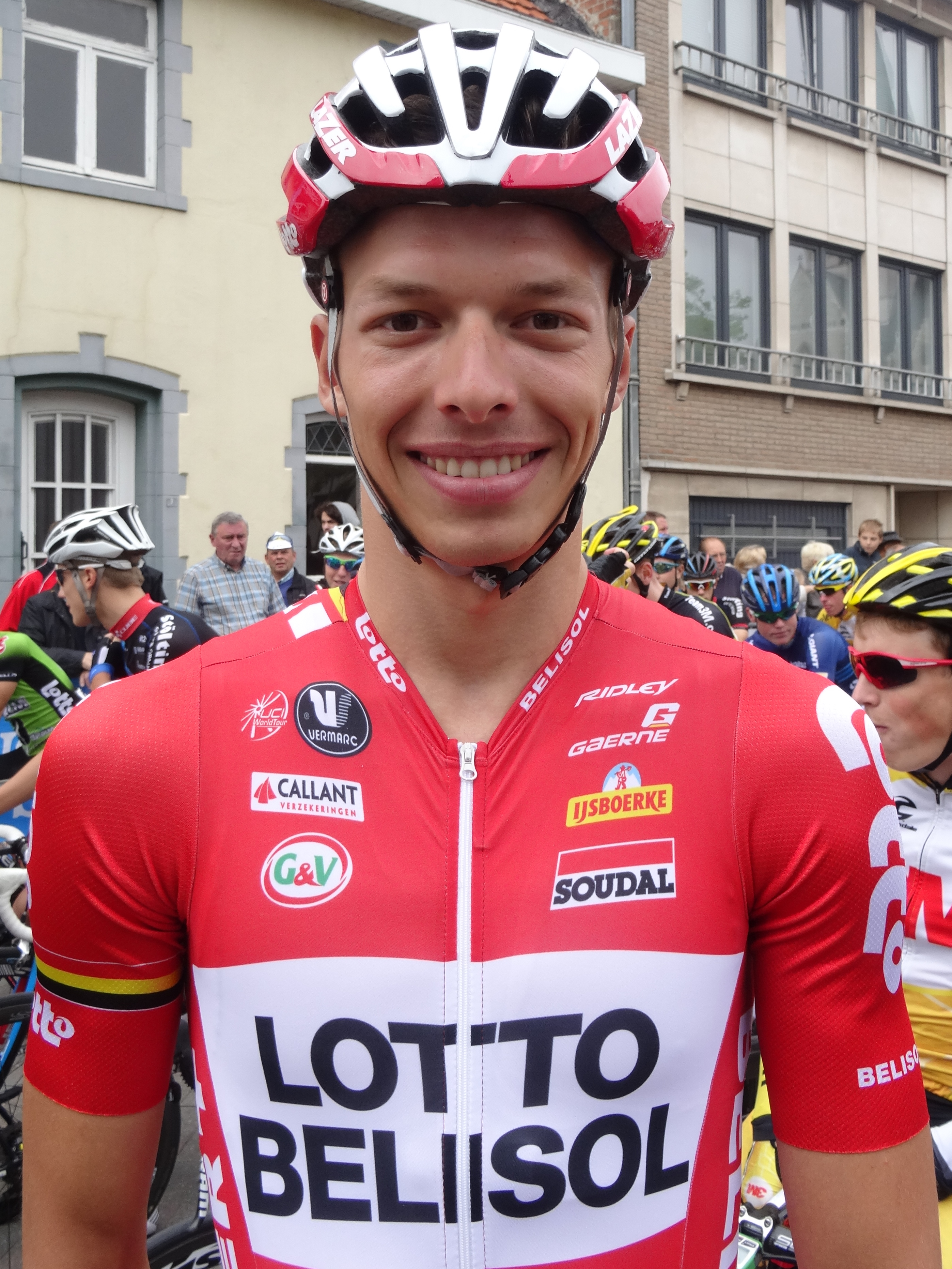
Oliver Naesen stagiaire chez Lotto-Belisol, ici au départ de la Course des raisins 2014.
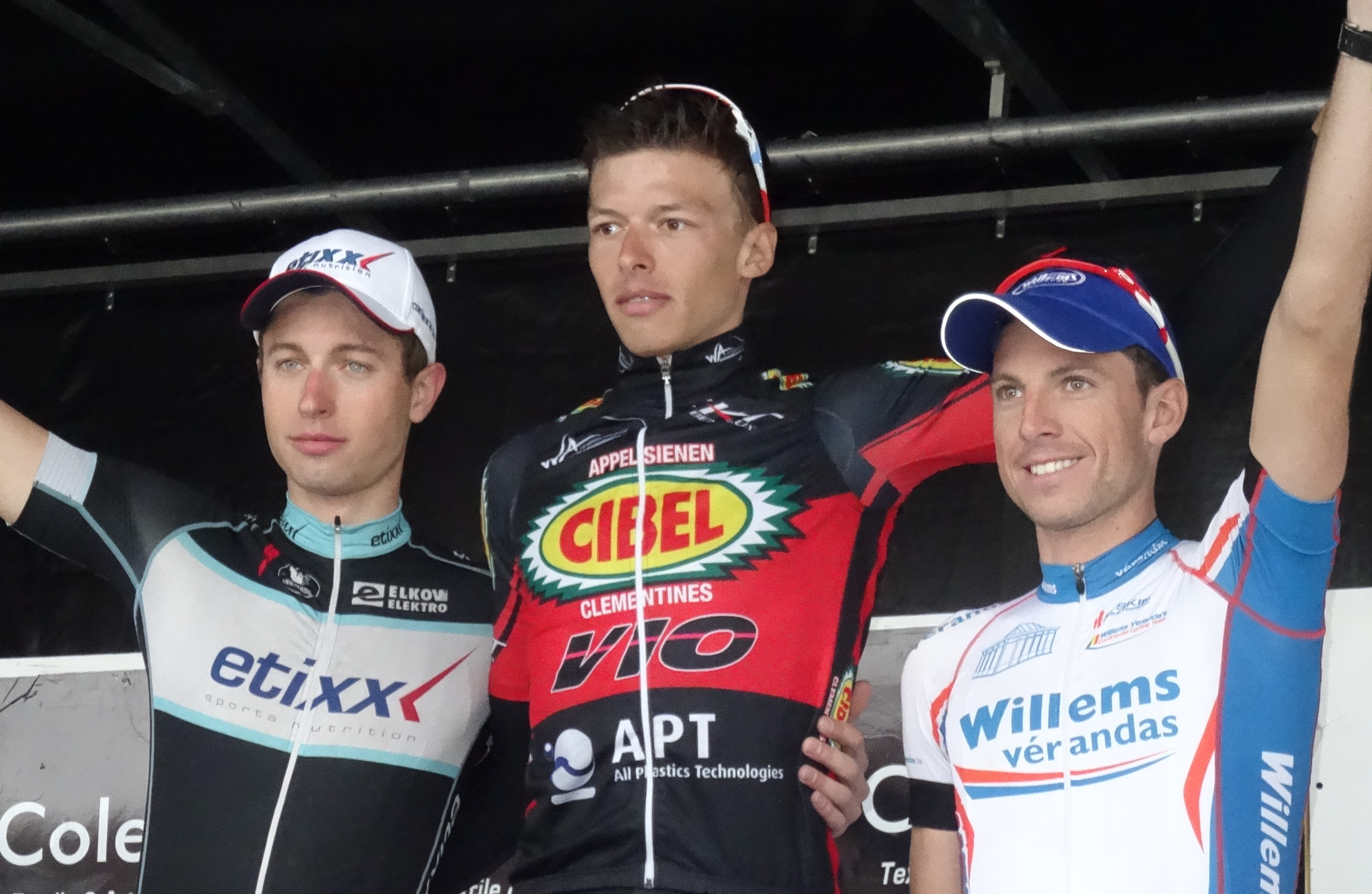
Podium de l'édition 2014 du Grand Prix des commerçants de Templeuve : Łukasz Wiśniowski (2e), Oliver Naesen (1er) et Gaëtan Bille (3e).
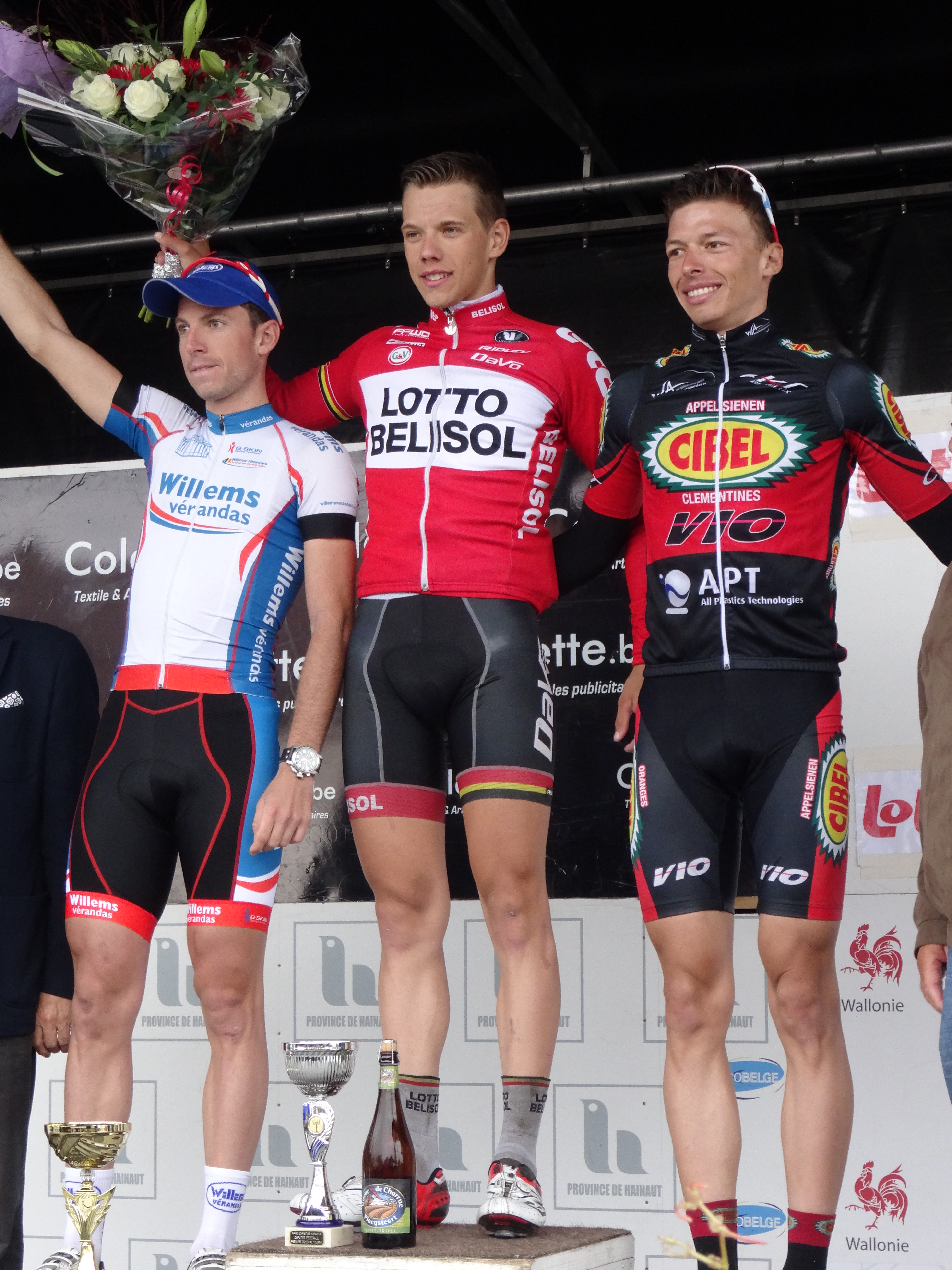
Podium de la Topcompétition 2014 après le Grand Prix des commerçants de Templeuve : Gaëtan Bille (2e), Kenneth Van Rooy (1er) et Oliver Naesen (3e).
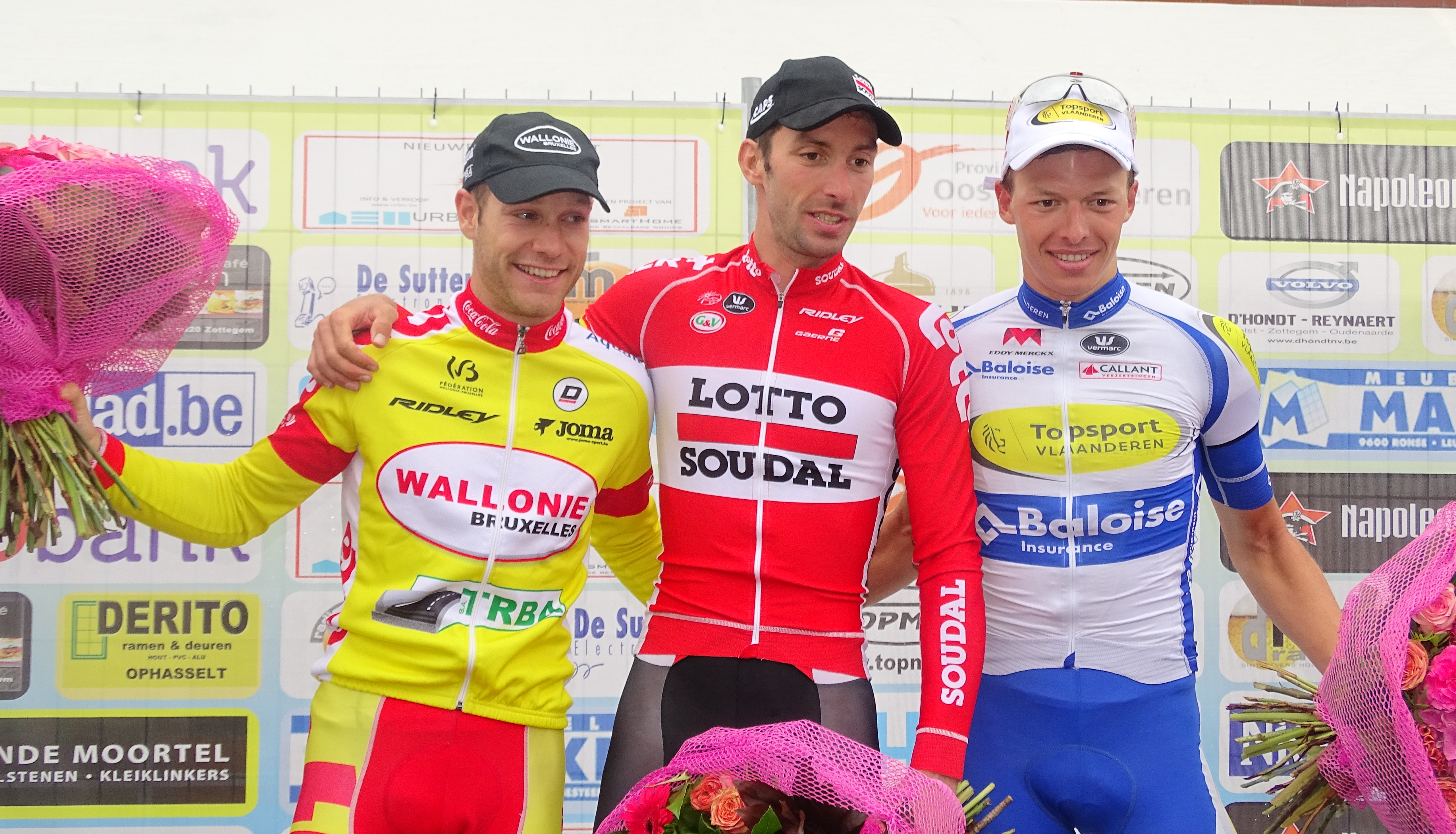
Podium de l'édition 2015 du Grand Prix de la ville de Zottegem : Antoine Demoitié (2e), Kenny Dehaes (1er) et Oliver Naesen (3e).
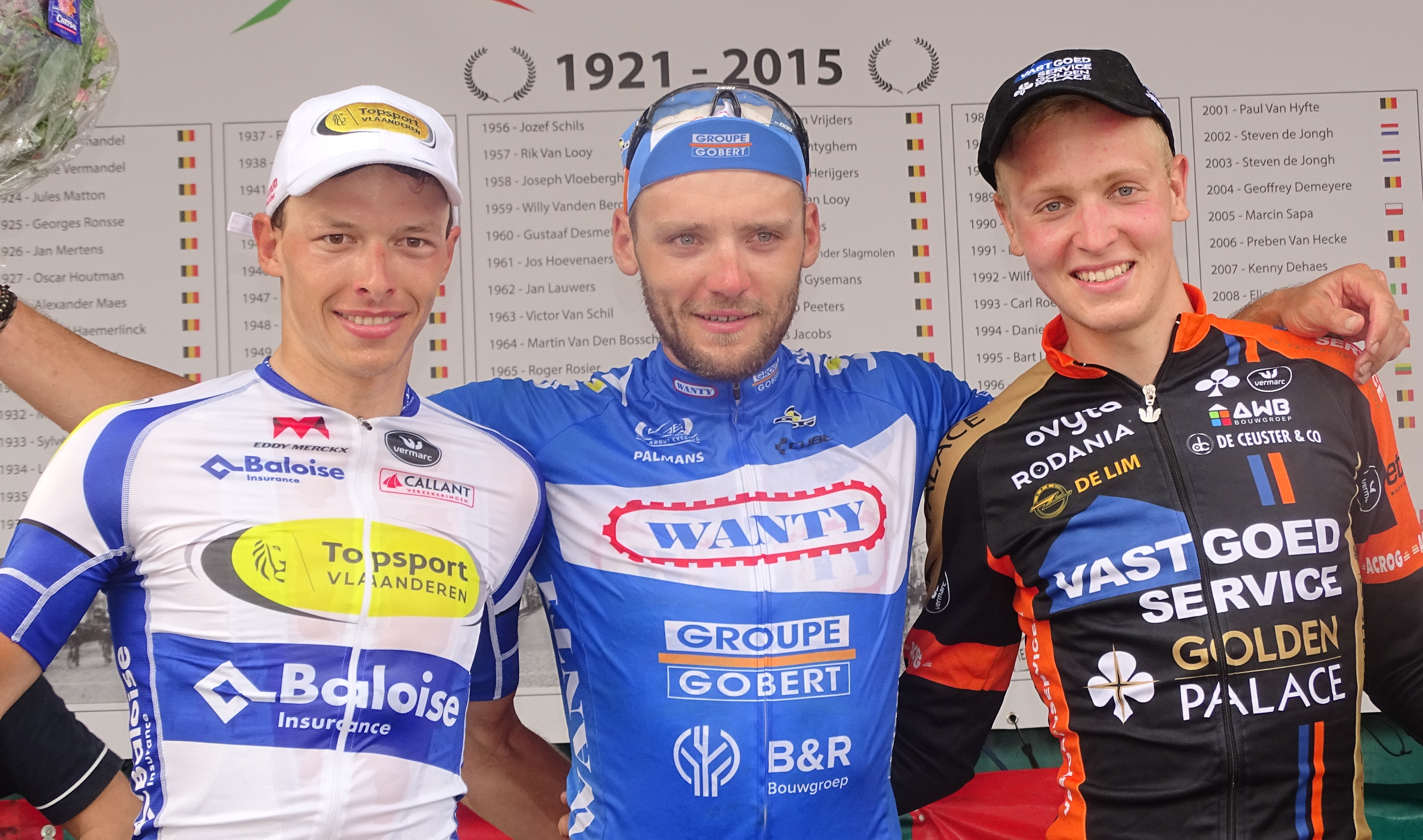
Podium de l'édition 2015 de la Coupe Sels : Oliver Naesen (2e), Robin Stenuit (1er) et Tim Merlier (3e).
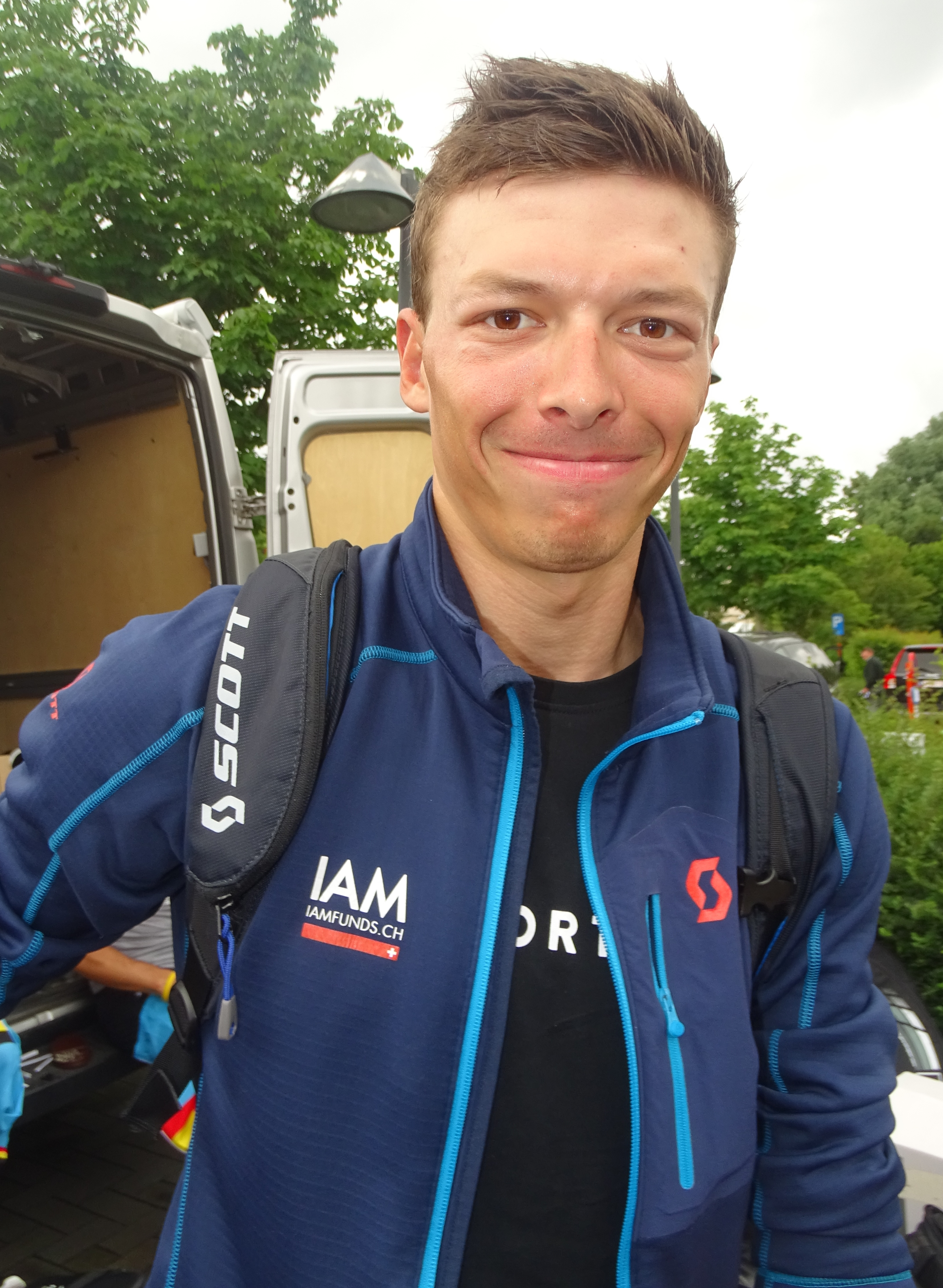
Oliver Naesen sous les couleurs de IAM avant départ de Halle-Ingooigem 2016.

### Résultats sur les grands tours

#### Tour de France
10 participations
- 2016 : 83e
- 2017 : 63e
- 2018 : 66e
- 2019 : 68e
- 2020 : 61e
- 2021 : 70e
- 2022 : abandon (11e étape)
- 2023 : 76e
- 2024 : 83e
- 2025 : 73e

### Résultats sur les classiques
Ce tableau présente les résultats d'Oliver Naesen sur courses d'un jour de l'UCI World Tour auxquelles il a participé, ainsi qu'aux différentes compétitions internationales.
| Légende | Légende | Légende | Légende     | Légende | Légende              | Légende | Légende       |
| ------- | ------- | ------- | ----------- | ------- | -------------------- | ------- | ------------- |
| Ab.     | Abandon | HD      | Hors-délais | -       | Pas de participation | ×       | Pas d'épreuve |

| Année | Circuit Het Nieuwsblad | Strade Bianche | Milan-San Remo | À travers les Flandres | E3 BinckBank Classic | Gand-Wevelgem | Tour des Flandres | Paris-Roubaix | Amstel Gold Race | Eschborn-Francfort | RideLondon-Surrey Classic | Classique de Saint-Sébastien | EuroEyes Cyclassics | Bretagne Classic | Grand Prix cycliste de Québec | Grand Prix cycliste de Montréal | Championnats du monde |
| ----- | ---------------------- | -------------- | -------------- | ---------------------- | -------------------- | ------------- | ----------------- | ------------- | ---------------- | ------------------ | ------------------------- | ---------------------------- | ------------------- | ---------------- | ----------------------------- | ------------------------------- | --------------------- |
| 2015  | -                      | -              | -              | -                      | -                    | -             | -                 | 57e           | 92e              | -                  | -                         | -                            | -                   | -                | -                             | -                               | -                     |
| 2016  | -                      | -              | -              | -                      | -                    | Ab.           | 22e               | 13e           | 35e              | -                  | -                         | 38e                          | 32e                 | Vainqueur        | 68e                           | 15e                             | 23e                   |
| 2017  | 7e                     | -              | -              | 6e                     | 3e                   | 22e           | 23e               | 31e           | 13e              | Ab.                | 10e                       | -                            | -                   | Ab.              | 17e                           | 16e                             | 72e                   |
| 2018  | 27e                    | -              | 62e            | Ab.                    | 4e                   | 6e            | 11e               | 12e           | 93e              | 3e                 | -                         | -                            | -                   | Vainqueur        | 14e                           | 4e                              | -                     |
| 2019  | 10e                    | -              | 2e             | 19e                    | 8e                   | 3e            | 7e                | 13e           | 28e              | 16e                | 8e                        | -                            | 10e                 | 17e              | 20e                           | 36e                             | 33e                   |
| 2020  | 7e                     | Ab.            | 14e            | ×                      | ×                    | 14e           | 7e                | ×             | ×                | ×                  | ×                         | ×                            | ×                   | -                | ×                             | ×                               | Ab.                   |
| 2021  | 19e                    | -              | 21e            | 19e                    | 4e                   | 16e           | 33e               | 52e           | -                | -                  | ×                         | -                            | ×                   | -                | ×                             | ×                               | -                     |
| 2022  | 4e                     | -              | -              | Ab.                    | 21e                  | 59e           | 41e               | 54e           | -                | -                  | ×                         | -                            | 80e                 | 7e               | -                             | -                               | -                     |
| 2023  | 19e                    | -              | 74e            | 84e                    | 47e                  | 18e           | 40e               | 66e           | -                | -                  | ×                         | -                            | 65e                 | Ab.              | -                             | -                               | -                     |

### Classements mondiaux
| Année                                 | 2014 | 2015 | 2016 | 2017 | 2018 | 2019 | 2020 | 2021 | 2022 | 2023 | 2024 |
| ------------------------------------- | ---- | ---- | ---- | ---- | ---- | ---- | ---- | ---- | ---- | ---- | ---- |
| UCI World Tour                        |      |      | 23e  | 40e  | 15e  |      |      |      |      |      |      |
| Classement mondial                    |      |      | 51e  | 37e  | 20e  | 14e  | 104e | 143e | 108e | 536e | 144e |
| UCI Europe Tour                       | 96e  | 17e  | 316e | 45e  | 90e  | 13e  | 87e  | 122e | 91e  | nc   | 117e |
| UCI Asia Tour                         | nc   | nc   | 292e | nc   | nc   |      |      |      |      |      |      |
|                                       |      |      |      |      |      |      |      |      |      |      |      |
| Légende : nc = non classéSource : UCI |      |      |      |      |      |      |      |      |      |      |      |